# Mirosternus konanus
Mirosternus konanus är en skalbaggsart som beskrevs av Perkins 1910. Mirosternus konanus ingår i släktet Mirosternus och familjen trägnagare. Inga underarter finns listade i Catalogue of Life.